# Episodi de Il carissimo Billy (quarta stagione)
La quarta stagione della serie televisiva Il carissimo Billy è stata trasmessa in anteprima negli Stati Uniti d'America dalla CBS tra il 1º ottobre 1960 e il 24 giugno 1961.
| nº | Titolo originale        | Titolo italiano | Prima TV USA     | Prima TV Italia |
| -- | ----------------------- | --------------- | ---------------- | --------------- |
| 1  | Beaver Won't Eat        |                 | 1º ottobre 1960  |                 |
| 2  | Beaver's House Guest    |                 | 8 ottobre 1960   |                 |
| 3  | Beaver Becomes a Hero   |                 | 15 ottobre 1960  |                 |
| 4  | Wally, the Lifeguard    |                 | 22 ottobre 1960  |                 |
| 5  | Beaver's Freckles       |                 | 29 ottobre 1960  |                 |
| 6  | Beaver's Big Contest    |                 | 5 novembre 1960  |                 |
| 7  | Miss Landers' Fiance    |                 | 12 novembre 1960 |                 |
| 8  | Eddie's Double-Cross    |                 | 19 novembre 1960 |                 |
| 9  | Beaver's I.Q.           |                 | 26 novembre 1960 |                 |
| 10 | Wally's Glamour Girl    |                 | 3 dicembre 1960  |                 |
| 11 | Chuckie's New Shoes     |                 | 10 dicembre 1960 |                 |
| 12 | Beaver and Kenneth      |                 | 17 dicembre 1960 |                 |
| 13 | Beaver's Accordion      |                 | 24 dicembre 1960 |                 |
| 14 | Uncle Billy             |                 | 31 dicembre 1960 |                 |
| 15 | Teacher's Daughter      |                 | 7 gennaio 1961   |                 |
| 16 | Ward's Millions         |                 | 14 gennaio 1961  |                 |
| 17 | Beaver's Secret Life    |                 | 21 gennaio 1961  |                 |
| 18 | Wally's Track Meet      |                 | 28 gennaio 1961  |                 |
| 19 | Beaver's Old Buddy      |                 | 4 febbraio 1961  |                 |
| 20 | Beaver's Tonsils        |                 | 11 febbraio 1961 |                 |
| 21 | The Big Fish Count      |                 | 18 febbraio 1961 |                 |
| 22 | Beaver's Poster         |                 | 25 febbraio 1961 |                 |
| 23 | Mother's Helper         |                 | 4 marzo 1961     |                 |
| 24 | The Dramatic Club       |                 | 11 marzo 1961    |                 |
| 25 | Wally and Dudley        |                 | 18 marzo 1961    |                 |
| 26 | Eddie Spends the Night  |                 | 25 marzo 1961    |                 |
| 27 | Beaver's Report Card    |                 | 1º aprile 1961   |                 |
| 28 | Mistaken Identity       |                 | 8 aprile 1961    |                 |
| 29 | Wally's Dream Girl      |                 | 15 aprile 1961   |                 |
| 30 | The School Picture      |                 | 22 aprile 1961   |                 |
| 31 | Beaver's Rat            |                 | 29 aprile 1961   |                 |
| 32 | In the Soup             |                 | 6 maggio 1961    |                 |
| 33 | Community Chest         |                 | 13 maggio 1961   |                 |
| 34 | Junior Fire Chief       |                 | 20 maggio 1961   |                 |
| 35 | Beaver's Frogs          |                 | 20 maggio 1961   |                 |
| 36 | Beaver Goes in Business |                 | 3 giugno 1961    |                 |
| 37 | Kite Day                |                 | 10 giugno 1961   |                 |
| 38 | Beaver's Doll Buggy     |                 | 17 giugno 1961   |                 |
| 39 | Substitute Father       |                 | 24 giugno 1961   |                 |